# Norton Healthcare
Norton Healthcare est le plus grand système de soin de santé du Kentucky avec ses 40 emplacements dans la région de Louisville. Fondé en 1886, Norton propose des soins pédiatriques, gynécologiques, orthopédiques, cardiologiques, chirurgicaux, neurologiques, ainsi que des diagnostics et soins liés aux cancers.
Le système Norton Healthcare, basé à Louisville, comprend six hôpitaux, dont un à Madison, en Indiana, (avec une expansion continue dans le Sud de l'Indiana), avec 1 993 lits autorisés, huit centres ambulatoires, 18 centres de soins d'urgence Norton, plus de 1 700 employés, plus de 1 500 membres du personnel médical et environ 2 000 médecins généralistes. L'hôpital et le système de santé sont le troisième employeur privé de la région de Louisville, avec plus de 140 sites dans le Grand Louisville et le Sud de l'Indiana.

## L'histoire
Ce qui est aujourd'hui connu comme le prédécesseur de Norton Healthcare a commencé par les actions de la Home Mission Society de l'église épiscopale Saint-Paul. Mary Louise Sutton Norton a dirigé ce groupe pour créer l'infirmerie John N. Norton Memorial Infirmary en 1886, qui a été nommée en l'honneur de son défunt mari,. Au fil des ans, le système hospitalier a subi de nombreuses influences de la part de groupes religieux, notamment l'Église épiscopale, l'Église méthodiste unie, l'Église unie du Christ et les congrégations catholique romaine et presbytérienne, toutes destinées à la promotion de la santé et des soins médicaux pour les malades et les moins fortunés.

## Liste des centres
Le système dispose de quatre hôpitaux dans la métropole de Louisville :
- Kosair Children's Hospital (263 lits) ;
- Norton Audubon Hospital (480 lits) ;
- Norton Hospital & Norton Healthcare Pavilion (719 lits) ;
- Norton Suburban Hospital (380 lits).

## Emploi
L'institution joue un rôle important dans l'économie de la ville de Louisville avec en 2006 environ 9 400 employés, ce qui en fait un des employeurs les plus importants de la ville[réf. nécessaire].